# Robert Plot
Robert Plot (Borden, 13 dicembre 1640 – Borden, 30 aprile 1696) è stato un naturalista britannico.